# نغوين كيم
نغوين كيم (بالفيتنامية: Nguyễn Kim)‏ هو عسكري فيتنامي، ولد في 1476، وتوفي في 1545.